# Herbert Krug
Pour les articles homonymes, voir Krug.
Herbert Krug (né le 21 juin 1937 à Mayence, mort le 2 novembre 2010 à Hochheim am Main) est un cavalier de dressage allemand.

## Biographie
Krug est un viticulteur qui vit près de Hochheim am Main. Il obtient son premier succès international en 1963 en finissant huitième du championnat d'Europe de concours complet. Par la suite, il se concentre de plus en plus sur le dressage et devient professionnel. En 1980, il acquiert au Danemark Muscadeur, un hongre âgé de huit ans qu'il forme pour passer du saut d'obstacles au dressage. Il devient champion d'Europe en 1983 puis champion olympique par équipe aux Jeux olympiques d'été de 1984 à Los Angeles ; en individuel, il finit cinquième.
En 2006, il est atteint par une maladie des nerfs qui entraîne de graves dommages aux cellules nerveuses. Il meurt en novembre 2010 dans un établissement hospitalisé.

## Source de la traduction
- (de) Cet article est partiellement ou en totalité issu de l’article de Wikipédia en allemand intitulé « Herbert Krug » (voir la liste des auteurs).